# Francesc Ramon Monrós i Fitó
Francesc Ramon Monrós i Fitó (Tremp, 1863 - 1944) va ésser un comerciant i escriptor que el 1891 fou escollit secretari de l'Associació Agrícola, Comercial i Industrial de la Conca de Tremp, el 1904 participà en la fundació del Sindicat Agrícola de la Conca de Tremp i Pallars i el 1906 a la de la Germandat-Orfeó Los Cantaires del Montsech, entitat de la qual esdevingué secretari. Totes tres associacions eren impulsades pel polític integrista Lluís de Cuenca i de Pessino. Com escriptor, fou corresponsal de La Renaixensa, col·laborà amb Mossèn Alcover i publicà De la Conca de Tremp i altres indrets (Tremp, 1932), recull de textos de prosa i de poesia. Partidari del catalanisme, dins la Unió Catalanista fou designat delegat a les Assemblees de Manresa (1892), Reus (1893), Balaguer (1894), Olot (1895) i Terrassa (1901). A principis del segle xx, en produir-se l'escissió del moviment catalanista, es decantà per les opcions més puristes i fou un dels organitzadors del míting celebrat a Tremp el 9 de setembre del 1901, on intervingueren els dirigents de la Unió Catalanista Manuel Folguera i Duran i Domènec Martí i Julià. L'any 1906 s'adherí a la Solidaritat Catalana i pels volts del 1920 es va inscriure al Consell Nacionalista Català de Tremp, entitat que mantingué vinculacions amb la Lliga Regionalista entre 1918 i 1923.